# Leon Dubicki
Leon Dubicki (ur. 8 sierpnia?/21 sierpnia 1915 w Katarzynówce w zachodniej Syberii, zm. 7 marca 1998 w Berlinie) – generał brygady Wojska Polskiego, zastępca szefa Biura Studiów Ministerstwa Obrony Narodowej (1963–1967).

## Służba wojskowa

### II wojna światowa
Od 1939 był oficerem Armii Czerwonej, walczył w wojnie radziecko-fińskiej. Opowiadał, że należał do grupy zrzutków, która wylądowała w Finlandii daleko za linią frontu. Zadaniem tej grupy było ustalenie, co stało się z brygadą pancerną okręgu leningradzkiego, która jako pierwsza triumfalnie wkroczyła między fińskie pagórki i jeziora, znikając bez śladu. Z tego zwiadu spadochroniarzy wrócili tylko nieliczni, lecz pierwsi przynieśli wiadomość, co się stało. Rozciągnięta w długą kolumnę brygada pancerna szła wąskimi przesmykami między jeziorami, zaopatrzenie urwało się, brakło paliwa.
Leon Dubicki kontynuował karierę wojskową w czasie II wojny światowej w 1 Armii Wojska Polskiego. Uczestniczył m.in. w Operacji Warszawskiej, przełamaniu Wału Pomorskiego i bitwie o Berlin. 

### Okres powojenny
W 1953 ukończył studia w Akademii Sztabu Generalnego Wojska Polskiego im. gen. Karola Świerczewskiego. Następnie zajmował różne stanowiska w armii, do stopnia generała brygady. W latach 1963–1967 był już na „bocznym torze”, pełniąc jedynie funkcję zastępcy szefa studiów Sztabu Generalnego WP. W kwietniu 1970 z powodu złego stanu zdrowia został przeniesiony w stan spoczynku, pożegnany przez wiceministra obrony narodowej gen. dyw. Józefa Urbanowicza. W następnych latach był prezesem Zarządu Oddziału Śródmieście Związku Inwalidów Wojennych.
W sierpniu 1981 podczas inspekcji służbowej w Berlinie Zachodnim poprosił o azyl polityczny. Wiedział o podpisanej w marcu 1981 przez Wojciecha Jaruzelskiego i Stanisława Kanię „Myśli przewodniej wprowadzenia stanu wojennego”.
Po wprowadzeniu stanu wojennego gen. Wojciech Jaruzelski publicznie stwierdził, że gen. Leon Dubicki z powodu ran frontowych głowy zawsze był „cierpiący psychicznie”.

## Azyl polityczny
Nie znając żadnego języka obcego poza rosyjskim, gdy znalazł się po drugiej stronie Muru Berlińskiego, został izolowany w Helmstedt (niewielkiej miejscowości blisko granicy z NRD). Wypełniał rozliczne formularze i był przesłuchiwany przez amerykańskie służby wywiadowcze. Po krótkim czasie przewieziono go do Kaiserslautern, miasta w pobliżu granicy z Francją, w którego okolicach znajduje się baza lotnicza NATO, dowództwo amerykańskich wojsk lotniczych w Europie oraz sztab Sprzymierzonych Sił Powietrznych Europy Środkowej. Był to rejon dobrze strzeżony. Kwaterował w niewielkim dwupokojowym mieszkaniu służbowym, pod opieką amerykańskich i niemieckich służb specjalnych.
Stopniowo poddawany poufnym kontaktom z odpowiednimi wysoko postawionymi osobami przekazywał posiadane informacje – pisał w liście wysłanym z Kaiserslautern 5 maja 1990. Dubicki przez trzy lata występował na wielu spotkaniach, m.in. w stacjonujących na terenie Niemiec oddziałach NATO. Występował też w telewizji, w swoim generalskim mundurze, który zabrał ze sobą. Dwukrotnie był w USA, na objazdach organizowanych przez koła polonijne.

## Wyrok i rehabilitacja
W 1982 został zaocznie skazany przez sąd wojskowy na 5 lat pozbawienia wolności za szpiegostwo. Izba Wojskowa Sądu Najwyższego podwyższyła ten wyrok do 12 lat. W 1990 gen. bryg. Leon Dubicki złożył wniosek o rehabilitację. W 1991 Izba Wojskowa Sądu Najwyższego uniewinniła go od zarzutu szpiegostwa i zdrady ojczyzny. 

## Śmierć
83-letni generał Dubicki został zamordowany 7 marca 1998 w swoim berlińskim mieszkaniu. Morderstwa dokonała 49-letnia towarzyszka życia generała – Wiesława E., która zbiegła z miejsca zbrodni (aresztowano ją podczas obławy policyjnej). Do tej pory nie zostało wyjaśnione, czy Wiesława E. była związana z innymi zabójstwami politycznymi.
Gen. Leon Dubicki jest jednym z bohaterów książki Krzysztofa Kąkolewskiego Generałowie giną w czasie pokoju.
Spoczywa na cmentarzu Powązkowskim w Warszawie (kwatera 243, rząd 1, grób 16).

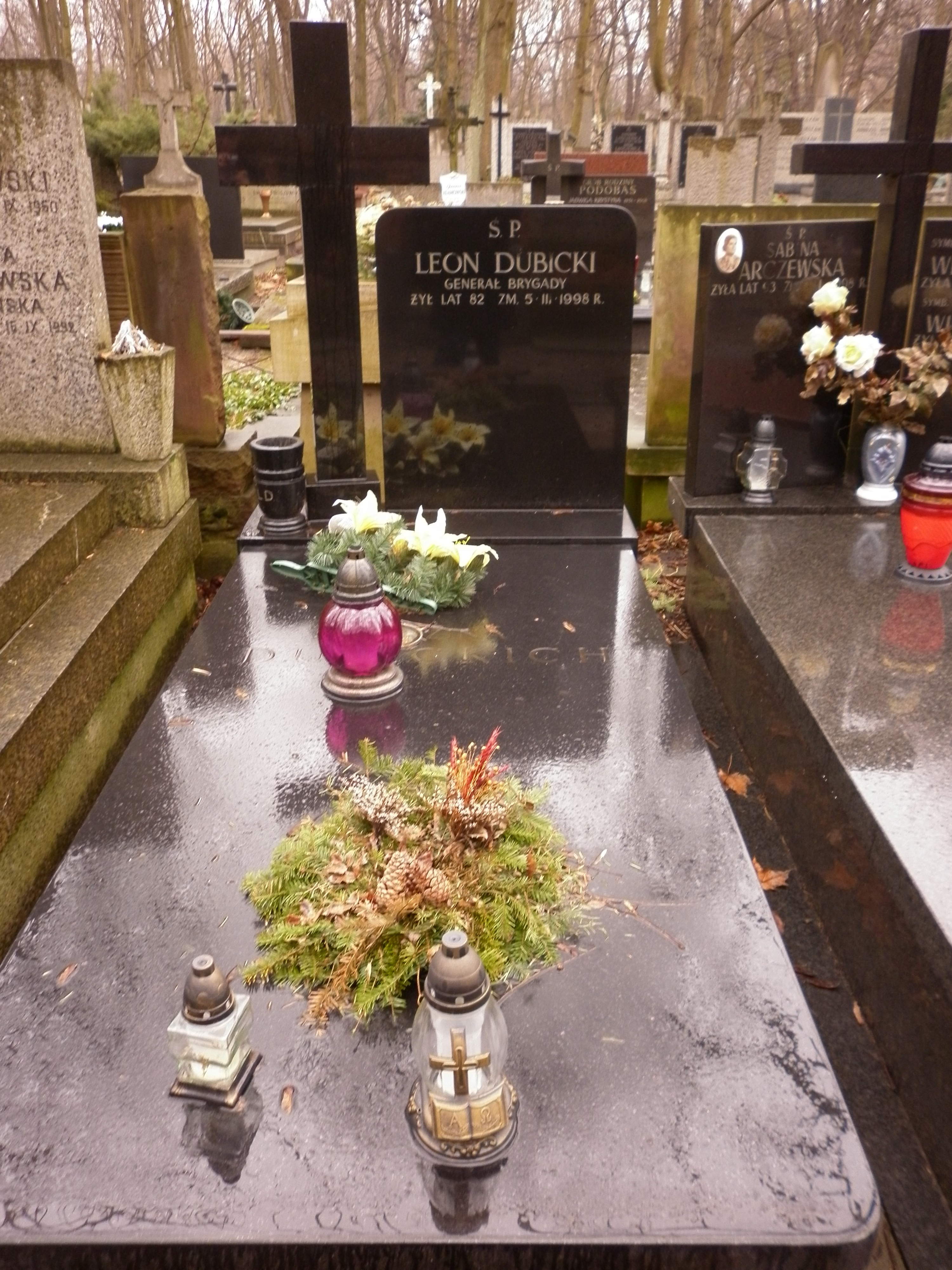
Grób Leona Dubickiego na Starych Powązkach

## Odznaczenia i wyróżnienia
- Krzyż Srebrny Orderu Virtuti Militari
- Krzyż Komandorski Orderu Odrodzenia Polski
- Krzyż Oficerski Orderu Odrodzenia Polski
- Krzyż Kawalerski Orderu Odrodzenia Polski
- Order Krzyża Grunwaldu III klasy
- Krzyż Walecznych (dwukrotnie)
- Srebrny Krzyż Zasługi
- Srebrny Medal „Zasłużonym na Polu Chwały” (dwukrotnie)
- Medal 10-lecia Polski Ludowej
- Medal za Warszawę 1939–1945
- Medal za Odrę, Nysę, Bałtyk
- Medal Zwycięstwa i Wolności 1945
- Złoty Medal „Siły Zbrojne w Służbie Ojczyzny”
- Srebrny Medal „Siły Zbrojne w Służbie Ojczyzny”
- Brązowy Medal „Siły Zbrojne w Służbie Ojczyzny”
- Medal „Za udział w walkach o Berlin”
- Brązowy Medal „Za zasługi dla obronności kraju”
- Złota Odznaka honorowa „Za Zasługi dla Warszawy” (1970)[5]
- Order Czerwonego Sztandaru (ZSRR)
- Order Wojny Ojczyźnianej I klasy (dwukrotnie, ZSRR)
- Order Czerwonej Gwiazdy (ZSRR)
- Medal „Za zasługi bojowe” (ZSRR)
- Medal „Za obronę Moskwy” (ZSRR)
- Medal „Za wyzwolenie Warszawy” (ZSRR)
- Medal „Za zdobycie Berlina” (ZSRR)
- Medal „Za zwycięstwo nad Niemcami w Wielkiej Wojnie Ojczyźnianej 1941–1945” (ZSRR)
- Medal jubileuszowy „30 lat Armii Radzieckiej i Floty” (ZSRR)
- i inne